# Jürgen Klopp
Jürgen Norbert Klopp (Stuttgart, 16 de junho de 1967) é um treinador e ex-futebolista alemão que atuava como zagueiro. Atualmente está em pausa de suas funções como treinador e exerce o cargo de Chefe de Futebol Global do Grupo Red Bull.
Seus principais trabalhos como técnico foram comandando o Borussia Dortmund (entre 2008 e 2015), onde levou o clube alemão a uma final de Liga dos Campeões, e pelo Liverpool (desde 2015), onde conquistou a Liga dos Campeões da UEFA, a Copa do Mundo de Clubes de 2019 e o sonhado título da Premier League de 2019–20, quebrando um tabu de 30 anos do clube de Merseyside.
Em agosto de 2022, após uma vitória dos Reds por 3 a 1 sobre o Manchester City, válida pela Supercopa da Inglaterra, Klopp tornou-se o oitavo treinador a ser "campeão de tudo" pelo mesmo clube na Europa.

## Carreira como jogador
Como jogador, Klopp defendeu o Mainz 05 por 11 anos, tendo atuado em 325 partidas e marcado 52 gols pela equipe.

## Carreira como treinador

### Mainz 05
Klopp foi treinador do Mainz 05 por oito anos. Durante esse período, levou a equipe a sua estreia na Bundesliga e ainda conseguiu classificar o clube para a Copa da UEFA de 2005–06. Na fase pré-eliminatória da competição, a equipe eliminou o Mika, da Armênia, e o Keflavík ÍF, da Islândia. Já na fase eliminatória, acabaram caindo perante o Sevilla, que acabou conquistando o torneio.
Em 2007, mesmo com o Mainz 05 sendo rebaixado para a 2. Bundesliga, Klopp continuou no cargo. No entanto, após não conseguir o acesso com o clube na temporada 2007–08, o técnico pediu demissão.
Em maio de 2019, Klopp afirmou que considera a promoção do Mainz à Bundesliga o seu maior feito como treinador.

### Borussia Dortmund

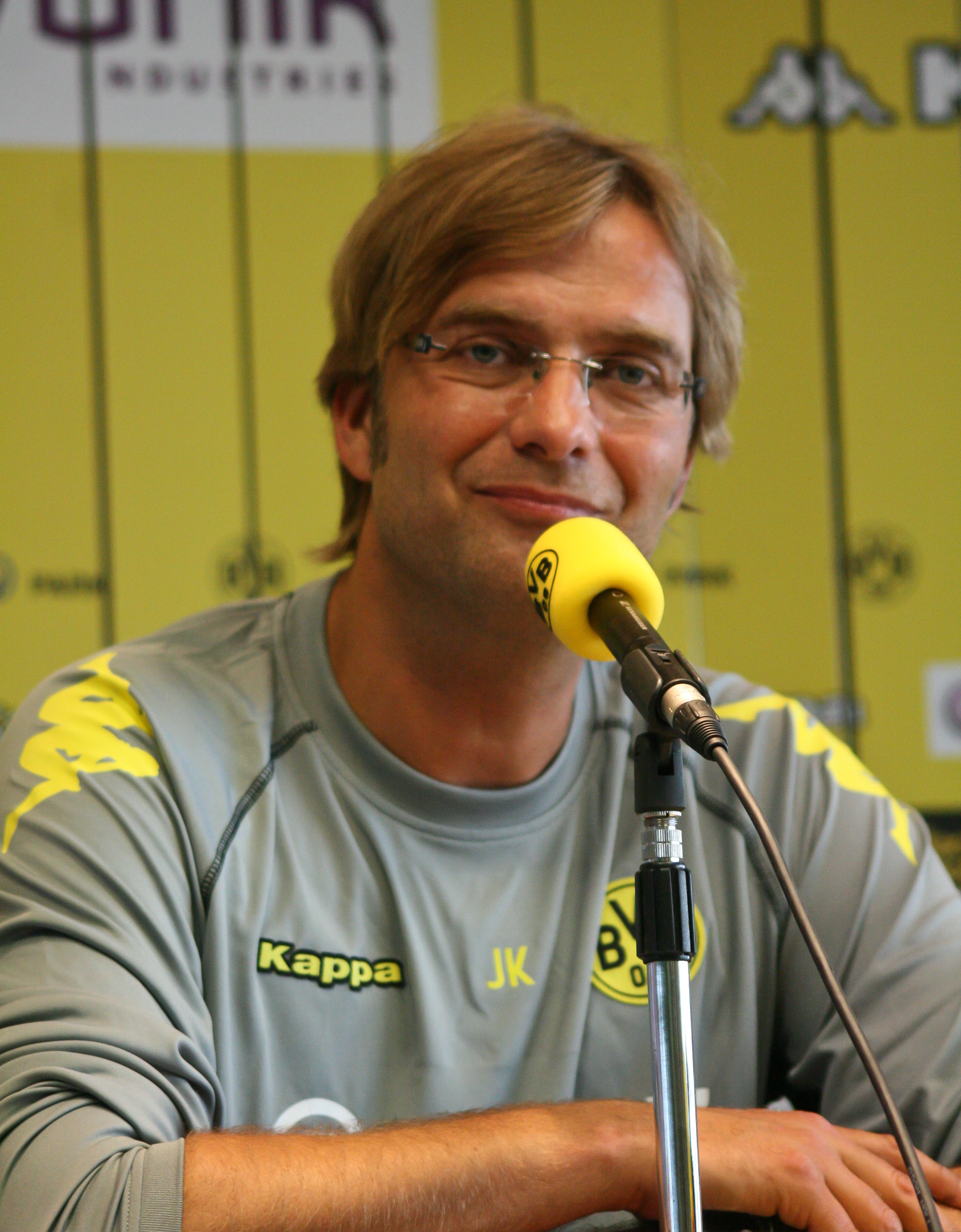
Klopp em 2010 pelo Borussia Dortmund

Logo após, firmou um contrato de dois anos com o Borussia Dortmund, que, na última temporada, terminou em um decepcionante 13º lugar.
Nas suas primeiras temporadas, Klopp conduziu o clube as 6ª e 7ª colocações.
Já na temporada 2010–11, o Borussia Dortmund surpreendeu e foi campeão da Bundesliga nove anos depois de seu último título, e, por causa disso, Klopp renovou com o clube até 2016. Após a renovação, o time foi novamente campeão da Bundesliga, agora em 2011–12, e ao mesmo tempo, também foram campeões da Copa da Alemanha, em uma goleada por 5 a 2 sobre o Bayern de Munique, completando a dobradinha. Ao final da temporada conquistou a Bundesliga e a Copa da Alemanha.
Na temporada 2012–13, o clube não conseguiu o tricampeonato da Bundesliga, nem da Copa da Alemanha, porém conseguiu chegar até a final da Liga dos Campeões da UEFA de 2012–13, derrotando o Shakhtar Donetsk nas oitavas de final, o Málaga nas quartas de final, nas semifinais derrotou o maior campeão do torneio o Real Madrid, até perder a final para o Bayern de Munique.
Em 27 de julho de 2013, o Borussia Dortmund faturou a Supercopa da Alemanha após vencer o Bayern de Munique por 4 a 2. Já no dia 30 de outubro de 2013, o clube renovou o contrato de Klopp até 2018. Apesar de começar bem a temporada, a saída de Mario Götze e a lesão de İlkay Gündoğan limitaram o elenco alemão, que terminou o primeiro turno na 4ª colocação, longe do rendimento mostrado em outras campanhas. Mas no segundo turno o time melhorou e terminou na 2ª colocação da Bundesliga de 2013–14. Na Liga dos Campeões não conseguiu repetir o desempenho do ano passado, caindo nas quartas de final contra o Real Madrid. E na Copa da Alemanha perdeu a final por 2 a 0 contra o Bayern de Munique. Ao final da temporada conquistou a Supercopa da Alemanha.
Começou a temporada igual a anterior, com uma vitória na Supercopa da Alemanha. Porém depois, o time mostrou duas caras: na Bundesliga completou seu pior começo desde 1985, enquanto na Liga dos Campeões lidera seu grupo com vantagem. A equipe alemã chegou até as oitavas de final da Liga dos Campeões enquanto ocupa posições de rebaixamento na Bundesliga, o que pôs em perigo o cargo do técnico. No início de 2015, a equipe é eliminada na Liga dos Campeões pela Juventus, mas começa a assumir o meio de tabela na Bundesliga. Em 15 de abril de 2015 o clube anunciou que Klopp deixará de ser o técnico até o fim da temporada. Se despediu levando o clube a 7ª colocação da Bundesliga, e perdendo a final da Copa da Alemanha.
Klopp decidiu rescindir seu contrato de forma amigável com o Borussia Dortmund. Deixou o Borussia Dortmund sendo bicampeão da Bundesliga, bicampeão da Supercopa da Alemanha e campeão da Copa da Alemanha. Em agosto de 2015, recusou uma proposta do Olympique de Marseille.

### Liverpool

#### 2015–16
Em 8 de outubro de 2015, Klopp acertou um novo contrato como treinador do Liverpool. Klopp assinou com o Liverpool para ser o substituto de Brendan Rodgers que havia sido demitido. Na sua primeira conferência de imprensa, Klopp descreveu a sua nova equipa dizendo "não é um clube normal, é um clube especial. Tive dois clubes muito especiais com Mainz e Dortmund. É o próximo passo perfeito para mim ser aqui e tentar ajudar" e afirmando sua intenção de entregar troféus dentro de quatro anos. Estreou pelos Reds no dia 17 de outubro, em um empate por 0 a 0 contra o Tottenham no White Hart Lane válido pela Premier League. Em 28 de outubro ganhou a primeira partida pelo clube, em um jogo contra o Bournemouth na Copa da Liga Inglesa e em 31 de outubro consegue a primeira vitória na Premier League, contra o Chelsea em Stamford Bridge. Terminou a temporada em oitavo na Premier League; e, nas copas nacionais, chegou até os dezesseis avos de final da Copa da Inglaterra, perdendo para o West Ham e foi vice-campeão da Copa da Liga Inglesa, após perder nos pênaltis para o Manchester City. Na Liga Europa perdeu a final por 3 a 1 para o Sevilla. Antes, nas oitavas, tinha eliminado o Manchester United, nas quartas eliminou o Borussia Dortmund e nas semifinais bateu o Villarreal.[carece de fontes?]

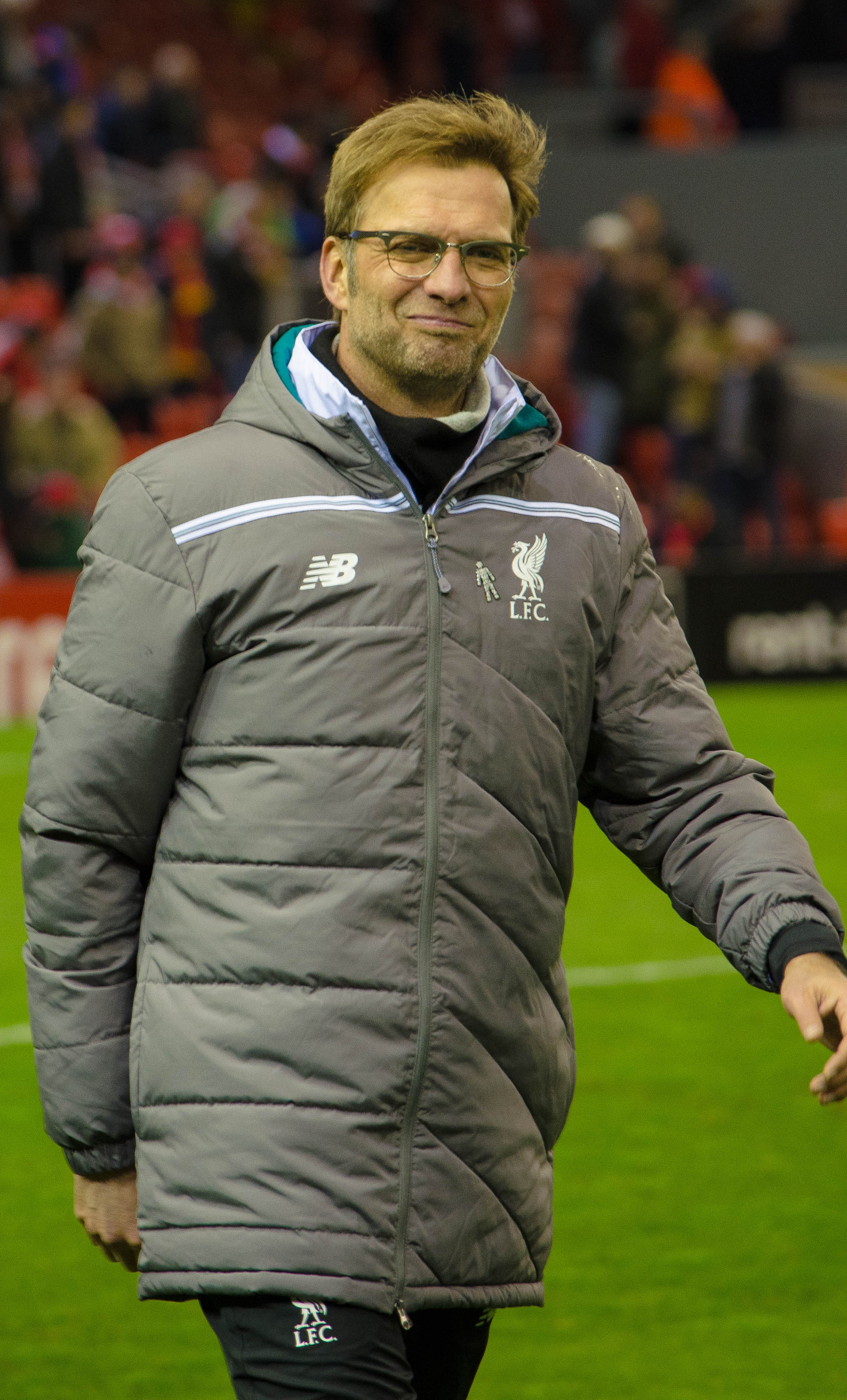
Klopp em 2016

#### 2016–17
Para a temporada Klopp foi o responsável por algumas contratações como Joël Matip, Loris Karius, Georginio Wijnaldum e Sadio Mané. Em 8 de julho de 2016, Klopp renovou seu contrato com o Liverpool até 2022. Após um início irregular na Premier League, a equipe conseguiu bons resultados e terminou o primeiro turno do campeonato como 2º colocado. Após o final do campeonato, o Liverpool terminou na 4ª colocação, conseguindo a classificação para os play-offs da Liga dos Campeões.[carece de fontes?] Na Copa da Inglaterra, caiu nos dezesseis avos de final para o Wolverhampton, e na Copa da Liga Inglesa perdeu nas semifinais para o Southampton com um placar agregado de 2 a 0.

#### 2017–18
Para o início da temporada Klopp realizou contratações como Andrew Robertson, Virgil van Dijk, Alex Oxlade-Chamberlain e Mohamed Salah. Na Premier League de 2017–18, o Liverpool começou com um empate em 3 a 3 contra o Watford, Mas se recuperou e atropelou o Arsenal em casa por um placar de 4 a 0. Porém, no jogo seguinte, com um jogador a menos desde os 37 minutos do primeiro tempo, foi goleado pelo Manchester City por 5 a 0. E, alguns jogos depois, foi novamente goleado, agora pelo Tottenham por 4 a 1. A partir daí, o time ficou 13 partidas sem perder, e o atacante Mohamed Salah iniciou uma grande fase. No dia 14 de janeiro de 2018, o time derrotou o Manchester City por 4 a 3, até então líderes do campeonato e não haviam perdido nenhuma partida. Até o final do campeonato, o Liverpool terminou na 4ª colocação, o que o garantiu a vaga direta para a fase de grupos da Liga dos Campeões da UEFA de 2018–19. E Salah conseguiu a marca histórica de ser o maior artilheiro de uma mesma competição desde que a Premier League foi criada, em 1991. Na Liga dos Campeões, o clube chegou até a final e foi vice-campeão; na fase de grupos, o time empatou em 2 a 2 com o Sevilla, empatou em 1 a 1 com o Spartak Moscou e venceu o Maribor fora de casa por 7 a 0. Em casa, ganhou contra  o Maribor por 3 a 0, chegou a construir uma vantagem de 3 a 0 sobre o Sevilla, mas levou o empate, e venceu o Spartak Moscou por 7 a 0, assegurando a classificação com 12 pontos.
Nas oitavas de final, goleou no primeiro jogo o Porto fora de casa por 5 a 0, e empatou em casa por 0 a 0. Nas quartas de final, goleou o Manchester City em casa por 3 a 0 em casa, e, fora de casa, venceu por 2 a 1. Nas semifinais, goleou a Roma por 5 a 2, e no jogo de volta, perdeu por 4 a 2. Na final, perdeu por 3 a 1 para o Real Madrid, até então atuais campeões, com duas grandes falhas de Loris Karius. Viria a ser revelado após o jogo que Karius sofrera uma concussão numa colisão com Sergio Ramos e que isso pode ter afetado o seu desempenho.
Na Copa da Liga Inglesa, perdeu na terceira fase para o Leicester por 2 a 0, e na Copa da Inglaterra perdeu na quarta fase para o West Bromwich por 3 a 2.

#### 2018–19
Para a nova temporada realizou contratações como Alisson Becker, Fabinho, Naby Keïta e Xherdan Shaqiri. Na Premier League, o time estreou vencendo o West Ham por 4 a 0. Venceu o Tottenham pela quarta rodada da Premier League, por 2 a 1. O Liverpool terminou o 1º turno da Premier League sendo líder invicto e avançou para as oitavas da Champions em 2º lugar do seu grupo. Nas oitavas eliminou o Bayern München com um empate em 0x0 na Inglaterra e uma vitória de 3 a 1 na Alemanha. Nas quartas avançou contra o Porto com duas vitórias, 2 a 0 na Inglaterra e 4 a 1 em Portugal. Nas semifinais perdeu para o Barcelona por 3 a 0 na Espanha e ganhou numa virada histórica de 4 a 0 na Inglaterra.
Na Premier League, continuou disputando ponto a ponto o título contra o Manchester City de Pep Guardiola. Ao fim do campeonato, o Liverpool foi vice-campeão com 97 pontos, um a menos que o Manchester City. Mas, na final da Liga dos Campeões, a equipe de Klopp venceu o Tottenham, conquistando o sexto título de sua história e o primeiro do técnico alemão após dois vices. Conquistou a Liga dos Campeões da UEFA na temporada 2018-19.

#### 2019–20
Para o início da temporada realizou contratações como Harvey Elliott e Takumi Minamino.O clube inglês começou arrasador nessa temporada, obtendo 25 vitórias e um empate em 26 jogos, aproximando-se do recorde de invencibilidade da Premier League que até hoje pertence ao Arsenal, onde alcançaram entre 2003 e 2004 a marca de incríveis 49 jogos invictos. O time de Klopp alcançou a marca de 44 jogos sem perder até ser surpreendentemente batido por 3 a 0 pelo Watford, time que viria a ser rebaixado para a EFL Championship na mesma temporada.
Pela Liga dos Campeões da UEFA, os Reds fizeram uma excelente fase de grupos, terminando na primeira colocação, com destaque para uma emocionante vitória por 4 a 3 contra o FC Red Bull Salzburg em Anfield.
Em dezembro de 2019, no Mundial de Clubes da FIFA, os Reds estrearam contra o Monterrey, do México, nas semifinais do torneio, vencendo pelo placar de 2 a 1 e avançando à final.
O Liverpool enfrentou o Flamengo de Jorge Jesus no dia 21 de dezembro, num difícil jogo na decisão do torneio. O clube inglês venceu apenas na prorrogação, com gol de Roberto Firmino, após a empate por 0 a 0 no tempo normal. Klopp conseguiu levar os Reds à revanche após terem perdido a Copa Intercontinental de 1981 para os rubro-negros por 3 a 0.
Após perderem o primeiro jogo das oitavas contra o Atlético de Madrid fora de casa por 1 a 0, os Reds venciam a volta por 2 a 0 na prorrogação em Anfield, até sofrerem um gol numa falha do goleiro Adrian, que iniciou uma virada do Atlético por 3 a 2, resultando na eliminação precoce dos Reds. Esse jogo foi o último do time na temporada antes da paralisação do futebol pela pandemia de COVID-19.
O time de Klopp voltou a campo em 21 de junho de 2020, sagrando-se campeão no dia 5 de julho com uma vitória por 2 a 0 contra o Aston Villa em Anfield, encerrando um jejum de 31 anos sem o título de campeão inglês.
Nas copas domésticas, Klopp optou por usar times alternativos, sendo eliminado nas quartas da EFL Cup pelo Aston Villa e nas oitavas da Copa da Inglaterra pelo Chelsea. Ao final da temporada conquistou a Supercopa da UEFA, a Copa do Mundo de Clubes da FIFA e a Premier League.

#### 2020-21
Para a temporada realizou contratações como Kostas Tsimikas, Thiago Alcântara e Diogo Jota. O Liverpool começou a temporada 2020-21 novamente de uma maneira impecável. Enfrentou o Arsenal pela Supercopa da Inglaterra sendo derrotado apenas nos penaltis. Estreou na temporada em uma vitória de 4 a 3 contra o Leeds United em Anfield pela Premier League. Finalizou o primeiro turno da Premier League na primeira colocação.
Pela Liga dos Campeões da UEFA fez uma excelente primeira fase, terminando em primeiro lugar de seu grupo. Nas Oitavas de Final, enfrentou o RB Leipzig vencendo os dois jogos por 2 a 0. Na segunda metade da temporada, o clube teve que viver com grande parte do elenco passando por problemas de lesões oque afetou o desempenho e os resultados dentro de campo. Nas Quartas de final contra o Real Madrid e com um elenco extremamente desfalcado, perdeu o jogo de ida na Espanha por 3 a 1 e empatou em Anfield na volta por 0 a 0 sendo eliminado da competição.
No Segundo turno da Premier League, com a enorme onda de lesões que o clube vivia, o Liverpool caiu na tabela. Entretanto, mesmo com todas as dificuldades da temporada terminou em terceiro lugar na Premier League.
Nas copas domésticas foi eliminado na Copa da Inglaterra na Quarta Rodada para o Manchester United por 3 a 2 e foi eliminado da Copa da Liga Inglesa também na Quarta Rodada para o Arsenal.

#### 2021-22
Para a temporada realizou contratações como Luis Díaz e Ibrahima Konaté. O Liverpool estreou na temporada em uma vitória contra o Norwich City por 3 a 0 pela Premier League. Realizou uma primeira parte de temporada espetacular, terminando em primeiro de seu grupo da Liga dos Campeões da UEFA, considerado o "grupo da morte", além de terminei a alguns pontos do primeiro colocado na Liga.
A segunda parte da temporada foi colocada por muitos como melhor que a primeira parte. Chegou a final da Copa da Liga Inglesa vencendo o Chelsea nos pênaltis. Pela Liga dos Campeões da UEFA, nas oitavas de final eliminou a Internazionale Milano com uma vitória na Itália por 2 a 0 e uma derrota na Inglaterra por 1 a 0. Nas Quartas de final eliminou o Benfica com uma vitória em Portugal por 3 a 1 e um empate na Inglaterra em 3 a 3. Nas Semi-Final superou o Villarreal com uma vitória na Inglaterra por 2 a 0 e uma vitória na Espanha por 3 a 2.
Pela Copa da Inglaterra chegou a final e foi campeão contra o Chelsea nos pênaltis novamente. Chegou na parte final da temporada podendo vencer a quadrupla coroa. Na Premier League, continuou disputando ponto a ponto o título contra o Manchester City de Pep Guardiola até a última rodada. No fim, o Liverpool foi vice-campeão com 92 pontos, atrás do Manchester City com 93. Pela final da Liga dos Campeões da UEFA contra o Real Madrid, após um desempenho extremamente satisfatório na final, não foi o suficiente e o clube acabou sendo derrotado pelo Real Madrid por 1 a 0 na final. Ao final da temporada, o contrato de Klopp com o Liverpool foi renovado até julho de 2026. Ao final da temporada conquistou a Copa da Liga Inglesa e a Copa da Inglaterra.

#### 2022-23
Para o início da temporada contratou jogadores como Fábio Carvalho, Cody Gakpo e Darwin Núñez. O Liverpool iniciou a temporada vencendo o Manchester City por 3 a 1 e sendo campeão da Supercopa da Inglaterra. Porém o início de temporada foi bastante conturbado, com o clube tendo um pessimo desempenho dentro de campo e com resultados ruins. Finalizou o primeiro turno da Premier League em sétimo lugar e a fase de grupos da Liga dos Campeões da UEFA se classificou em segundo lugar do grupo.
Nas Oitavas de final da Liga dos Campeões da UEFA foi derrotado pelo Real Madrid na Inglaterra e Espanha por 5 a 2 e 1 a 0 respectivamente. Embora tenha tido uma leve melhora no desempenho na parte final da temporada muito devido a inovação tática feita por Klopp, isso não foi o suficiente e o clube encerrou a Premier League na quinta colocação.
Nas copas domésticas foi eliminado da Copa da Inglaterra na quarta rodada para o Brighton e na Copa da Liga Inglesa também na quarta rodada para o Manchester City. Ao final da temporada conquistou a Supercopa da Inglaterra.

#### 2023–24
Na temporada de 2023-24, Klopp indicou novas contratações aos Reds, a fim de reforçar a equipe e suprir as importantes saídas que aconteceram nas últimas temporadas. Desse modo, jogadores como Dominik Szoboszlai, MacAllister, Gravenberch e Endo foram integrados ao elenco.
No comando do Liverpool, conseguiu classificar-se para o mata-a-mata da Liga Europa de 2023-2024. Também levou a equipe à final da Copa da Liga Inglesa, que foi disputada contra o Chelsea.
Em janeiro de 2024, Klopp anunciou que deixaria o Liverpool no final da temporada 2023/24. De acordo com Klopp, ele estaria exausto mentalmente e estaria muito cansado para continuar os trabalhos. Ele não garante que voltará a carreira como técnico, entretanto garante que nunca treinaria um clube inglês novamente sem ser o Liverpool.
Em fevereiro de 2024, o Liverpool de Klopp foi campeão da Copa da Liga Inglesa em jogo contra o Chelsea, por 1 a 0. O único gol do jogo foi marcado pelo zagueiro e capitão Virgil Van Dijk. Com isso, Klopp chegou ao oitavo título pelo Liverpool.
Em março do mesmo ano, Klopp levou os Reds às quartas de final da Liga Europa após um impressionante placar agregado de 11 a 2, em jogo contra o Sparta Praga. Todavia, o Liverpool acabou sendo eliminado pelo Manchester United na Copa da Inglaterra por 4 a 3.Após uma oscilação de resultados no mês de abril, o Liverpool foi eliminado da Europa League para a Atalanta após um agregado de 3-1 e teve perdas importantes de pontos na Premier League e saindo da corrida pelo título.
Klopp se despediu do Liverpool no dia 19 de maio de 2024, após uma vitória por 2 a 0 contra o Wolves em Anfield. Após as homenagens para Klopp, ele encerrou sua passagem em Anfield com 491 jogos, 305 vitórias, 99 empates e 87 derrotas, conquistando todos os títulos possíveis.

### Chefe de Futebol Global do Grupo Red Bull
No dia 9 de outubro de 2024, assinou contrato com o Grupo Red Bull para ser o novo Chefe de Futebol Global. Ele iniciará sua nova função em 1º de janeiro de 2025 com um contrato de quatro anos. Também foi relatado que seu contrato tem uma cláusula de rescisão que lhe permite candidatar-se à Seleção Alemã de Futebol, se e quando Julian Nagelsmann deixar o cargo. No novo cargo, Klopp não estará envolvido na administração diária, mas ajudará com a "visão estratégica", auxiliará os diretores esportivos, dará suporte à operação global de olheiros e também ajudará no treinamento e desenvolvimento de treinadores.

## Estatísticas como treinador
Atualizadas até 19 de maio de 2024
| Equipe            | Jogos | Vitórias | Empates | Derrotas | Aproveitamento |
| ----------------- | ----- | -------- | ------- | -------- | -------------- |
| Mainz 05          | 270   | 109      | 78      | 83       | 40,4%          |
| Borussia Dortmund | 319   | 180      | 69      | 70       | 56,4%          |
| Liverpool         | 491   | 305      | 99      | 87       | 62,1%          |
| Total             | 1,080 | 594      | 246     | 240      | 55%            |

## Títulos como treinador
Borussia Dortmund
- Bundesliga: 2010–11 e 2011–12
- Copa da Alemanha: 2011–12
- Supercopa da Alemanha: 2013 e 2014

Liverpool
- Liga dos Campeões da UEFA: 2018–19
- Supercopa da UEFA: 2019
- Copa do Mundo de Clubes da FIFA: 2019
- Premier League: 2019–20
- Copa da Liga Inglesa: 2021–22 e 2023–24
- Copa da Inglaterra: 2021–22
- Supercopa da Inglaterra: 2022

### Campanhas de destaque
Borussia Dortmund
- Supercopa da Alemanha: 2011 e 2012 (2° lugar)
- Bundesliga: 2012–13 e 2013–14 (vice-campeão)
- Liga dos Campeões da UEFA: 2012–13 (vice-campeão)
- Copa da Alemanha: 2013–14 e 2014–15 (vice-campeão)

Liverpool
- Copa da Liga Inglesa: 2015–16 (vice-campeão)
- Liga Europa da UEFA: 2015–16 (vice-campeão)
- Liga dos Campeões da UEFA: 2017–18 e 2021–22 (vice-campeão)
- Supercopa da Inglaterra: 2019 e 2020 (2° lugar)
- Premier League: 2018–19 e 2021–22 (vice-campeão)

### Prêmios individuais
- Treinador de Futebol do Ano na Alemanha: 2011, 2012 e 2013
- Onze d'Or - Treinador do Ano: 2018–19
- Melhor Treinador do Mundo da IFFHS: 2019
- Melhor treinador do mundo pela revista World Soccer: 2019
- Treinador do ano da Premier League: 2019–20
- Melhor treinador do Ano da FIFA: 2019 e 2020[70]